# Omar Marmoush
Omar Khaled Mohamed Abd Elsala Marmoush (in arabo عمر المرموش‎?; Il Cairo, 7 febbraio 1999) è un calciatore egiziano, attaccante del Manchester City e della nazionale egiziana.

## Biografia
È in possesso del passaporto canadese.

## Caratteristiche tecniche
In possesso di buone doti balistiche e di una notevole velocità palla al piede, Marmoush è un atleta ben strutturato fisicamente. Inizialmente impiegato come ala sinistra, viene poi spostato a centravanti dal suo ex tecnico Mido, dimostrandosi un abile finalizzatore.

## Carriera

### Club

#### Gli inizi
Muove i suoi primi passi nel vivaio del Wadi Degla, che all'età di 8 anni lo aggrega al proprio settore giovanile. Notato dal tecnico Mido, nel 2016 viene aggregato alla prima squadra. Esordisce tra i professionisti l'8 luglio 2016 contro l'Al-Ittihad Alessandria, subentrando al 77' al posto di Islam Adel.

#### Wolfsburg e vari prestiti
Il 30 agosto 2017 viene tesserato dal Wolfsburg, che lo aggrega alla formazione riserve. Esordisce in Bundesliga il 26 maggio 2020 contro il Bayer Leverkusen, subentrando al 76' al posto di Renato Steffen. Il 5 agosto esordisce nelle competizioni europee contro lo Šachtar in Europa League, partita di ritorno degli ottavi di finale persa 3-0, sostituendo Daniel Ginczek al 62'.
Il 5 gennaio 2021 passa in prestito al St. Pauli, nella seconda divisione tedesca, mentre il 30 agosto 2021 lo Stoccarda ne rileva il cartellino in prestito.
A fine stagione fa ritorno al Wolfsburg, con cui milita per un'altra stagione, per poi non rinnovare il proprio contratto con il club.

#### Eintracht Francoforte
Il 15 maggio 2023, firma un contratto quadriennale con l'Eintracht Francoforte, con decorrenza dal 1º luglio seguente. Dopo una prima buona stagione con 12 reti e 6 assist e la qualificazione all’Europa League, Marmoush esplode nella stagione 2024-2025, risultando uno dei migliori giocatori a livello mondiale della prima parte dell’annata, caratterizzata da 20 gol e 13 assist in 26 gare tra tutte le competizioni.

#### Manchester City
Il 23 gennaio 2025, viene ufficializzato il suo acquisto a titolo definitivo dal Manchester City, in Premier League, che lo ingaggia per 75 milioni di euro e con cui sottoscrive un contratto valido fino al 30 giugno 2029. Il 15 febbraio successivo segna le sue prime reti in maglia Citizens, realizzando anche una tripletta nella partita interna vinta per 4-0 contro il Newcastle Utd. Ne segnerà altri tre da lì alla fine del campionato e risulta decisivo per la qualificazione in Champions dei Citiziens, concludendo l’annata con  27 gol in 44 partite.

### Nazionale
Esordisce in nazionale l'8 ottobre 2021 sotto la guida del CT Carlos Queiroz contro la Libia, in un incontro decisivo per l'accesso alla fase finale dei Mondiali 2022, segnando la rete che fissa il risultato sul definitivo 1-0 con una conclusione dal limite dell'area di rigore.
Il 29 dicembre 2021 viene incluso dal CT Carlos Queiroz nella lista definitiva dei 25 convocati per la fase finale della Coppa d'Africa 2021, dove l'Egitto viene sconfitto in finale dal Senegal ai calci di rigore.
Il 30 dicembre 2023 viene incluso dal CT Rui Vitória nella rosa dei 27 convocati per la fase finale della Coppa d'Africa 2023, disputata in Costa d'Avorio. L'Egitto verrà eliminato agli ottavi di finale dalla RD del Congo ai calci di rigore.

## Statistiche

### Presenze e reti nei club
Statistiche aggiornate al 2 maggio 2025.
| Stagione                     | Squadra                      | Campionato                   | Campionato | Campionato | Coppe nazionali | Coppe nazionali | Coppe nazionali | Coppe continentali | Coppe continentali | Coppe continentali | Altre coppe | Altre coppe | Altre coppe | Totale | Totale |
| Stagione                     | Squadra                      | Comp                         | Pres       | Reti       | Comp            | Pres            | Reti            | Comp               | Pres               | Reti               | Comp        | Pres        | Reti        | Pres   | Reti   |
| ---------------------------- | ---------------------------- | ---------------------------- | ---------- | ---------- | --------------- | --------------- | --------------- | ------------------ | ------------------ | ------------------ | ----------- | ----------- | ----------- | ------ | ------ |
| 2015-2016                    | Wadi Degla                   | PL                           | 1          | 0          | CE              | 0               | 0               | -                  | -                  | -                  | -           | -           | -           | 1      | 0      |
| 2016-2017                    | Wadi Degla                   | PL                           | 15         | 2          | CE              | 2               | 1               | -                  | -                  | -                  | -           | -           | -           | 17     | 3      |
| Totale Wadi Degla            | Totale Wadi Degla            | Totale Wadi Degla            | 16         | 2          |                 | 2               | 1               |                    | -                  | -                  |             | -           | -           | 18     | 3      |
| 2017-2018                    | Wolfsburg II                 | RL                           | 14         | 1          | -               | -               | -               | -                  | -                  | -                  | -           | -           | -           | 14     | 1      |
| 2018-2019                    | Wolfsburg II                 | RL                           | 22         | 10         | -               | -               | -               | -                  | -                  | -                  | -           | -           | -           | 22     | 10     |
| Totale Wolfsburg II          | Totale Wolfsburg II          | Totale Wolfsburg II          | 36         | 11         |                 | -               | -               |                    | -                  | -                  |             | -           | -           | 36     | 11     |
| 2019-2020                    | Wolfsburg                    | BL                           | 5          | 0          | CG              | 0               | 0               | UEL                | 1                  | 0                  | -           | -           | -           | 6      | 0      |
| 2020-gen. 2021               | Wolfsburg                    | BL                           | 3          | 0          | CG              | 2               | 0               | UEL                | 1                  | 0                  | -           | -           | -           | 6      | 0      |
| gen.-giu. 2021               | St. Pauli                    | ZL                           | 21         | 7          | CG              | -               | -               | -                  | -                  | -                  | -           | -           | -           | 21     | 7      |
| 2021-2022                    | Stoccarda                    | BL                           | 21         | 3          | CG              | 0               | 0               | -                  | -                  | -                  | -           | -           | -           | 21     | 3      |
| 2022-2023                    | Wolfsburg                    | BL                           | 33         | 5          | CG              | 3               | 1               | -                  | -                  | -                  | -           | -           | -           | 36     | 6      |
| Totale Wolfsburg             | Totale Wolfsburg             | Totale Wolfsburg             | 41         | 5          |                 | 5               | 1               |                    | 2                  | 0                  |             | -           | -           | 48     | 6      |
| 2023-2024                    | Eintracht Francoforte        | BL                           | 29         | 12         | CG              | 3               | 1               | UECL               | 9                  | 4                  | -           | -           | -           | 41     | 17     |
| 2024-gen. 2025               | Eintracht Francoforte        | BL                           | 17         | 15         | CG              | 3               | 1               | UEL                | 6                  | 4                  | -           | -           | -           | 26     | 20     |
| Totale Eintracht Francoforte | Totale Eintracht Francoforte | Totale Eintracht Francoforte | 46         | 27         |                 | 6               | 2               |                    | 15                 | 8                  |             | -           | -           | 67     | 37     |
| gen.-giu. 2025               | Manchester City              | PL                           | 14         | 7          | FACup+CdL       | 3+0             | 1               | UCL                | 2                  | 0                  | CS+Cmc      | 0+0         | 0           | 19     | 8      |
| Totale carriera              | Totale carriera              | Totale carriera              | 195        | 62         |                 | 16              | 5               |                    | 19                 | 8                  |             | 0           | 0           | 230    | 75     |

### Cronologia presenze e reti in nazionale
| Cronologia completa delle presenze e delle reti in nazionale ― Egitto | Cronologia completa delle presenze e delle reti in nazionale ― Egitto | Cronologia completa delle presenze e delle reti in nazionale ― Egitto | Cronologia completa delle presenze e delle reti in nazionale ― Egitto | Cronologia completa delle presenze e delle reti in nazionale ― Egitto | Cronologia completa delle presenze e delle reti in nazionale ― Egitto | Cronologia completa delle presenze e delle reti in nazionale ― Egitto | Cronologia completa delle presenze e delle reti in nazionale ― Egitto |
| Data                                                                  | Città                                                                 | In casa                                                               | Risultato                                                             | Ospiti                                                                | Competizione                                                          | Reti                                                                  | Note                                                                  |
| --------------------------------------------------------------------- | --------------------------------------------------------------------- | --------------------------------------------------------------------- | --------------------------------------------------------------------- | --------------------------------------------------------------------- | --------------------------------------------------------------------- | --------------------------------------------------------------------- | --------------------------------------------------------------------- |
| 8-10-2021                                                             | Alessandria d'Egitto                                                  | Egitto                                                                | 1 – 0                                                                 | Libia                                                                 | Qual. Mondiali 2022                                                   | 1                                                                     | 77’                                                                   |
| 11-10-2021                                                            | Bengasi                                                               | Libia                                                                 | 0 – 3                                                                 | Egitto                                                                | Qual. Mondiali 2022                                                   | -                                                                     | 64’                                                                   |
| 11-1-2022                                                             | Garoua                                                                | Nigeria                                                               | 1 – 0                                                                 | Egitto                                                                | Coppa d'Africa 2021 - 1º turno                                        | -                                                                     |                                                                       |
| 15-1-2022                                                             | Garoua                                                                | Guinea-Bissau                                                         | 0 – 1                                                                 | Egitto                                                                | Coppa d'Africa 2021 - 1º turno                                        | -                                                                     | 78’                                                                   |
| 19-1-2022                                                             | Yaoundé                                                               | Egitto                                                                | 1 – 0                                                                 | Sudan                                                                 | Coppa d'Africa 2021 - 1º turno                                        | -                                                                     | 66’                                                                   |
| 26-1-2022                                                             | Douala                                                                | Costa d'Avorio                                                        | 0 – 0 dts (4 – 5 dtr)                                                 | Egitto                                                                | Coppa d'Africa 2021 - Ottavi di finale                                | -                                                                     | 71’                                                                   |
| 30-1-2022                                                             | Yaoundé                                                               | Egitto                                                                | 2 – 1 dts                                                             | Marocco                                                               | Coppa d'Africa 2021 - Quarti di finale                                | -                                                                     | 80’                                                                   |
| 3-2-2022                                                              | Yaoundé                                                               | Camerun                                                               | 0 – 0 dts (1 – 3 dtr)                                                 | Egitto                                                                | Coppa d'Africa 2021 - Semifinale                                      | -                                                                     | 63’                                                                   |
| 6-2-2022                                                              | Yaoundé                                                               | Senegal                                                               | 0 – 0 dts (4 – 2 dtr)                                                 | Egitto                                                                | Coppa d'Africa 2021 - Finale                                          | -                                                                     | 59’                                                                   |
| 25-3-2022                                                             | Il Cairo                                                              | Egitto                                                                | 1 – 0                                                                 | Senegal                                                               | Qual. Mondiali 2022                                                   | -                                                                     | 72’                                                                   |
| 29-3-2022                                                             | Dakar                                                                 | Senegal                                                               | 1 – 0 dts (3 – 1 dtr)                                                 | Egitto                                                                | Qual. Mondiali 2022                                                   | -                                                                     | 70’                                                                   |
| 5-6-2022                                                              | Il Cairo                                                              | Egitto                                                                | 1 – 0                                                                 | Guinea                                                                | Qual. Coppa d'Africa 2023                                             | -                                                                     | 74’                                                                   |
| 9-6-2022                                                              | Lilongwe                                                              | Etiopia                                                               | 2 – 0                                                                 | Egitto                                                                | Qual. Coppa d'Africa 2023                                             | -                                                                     | 87’                                                                   |
| 23-9-2022                                                             | Alessandria d'Egitto                                                  | Egitto                                                                | 3 – 0                                                                 | Niger                                                                 | Amichevole                                                            | -                                                                     | 74’                                                                   |
| 27-9-2022                                                             | Alessandria d'Egitto                                                  | Egitto                                                                | 3 – 0                                                                 | Liberia                                                               | Amichevole                                                            | 1                                                                     |                                                                       |
| 24-3-2023                                                             | Il Cairo                                                              | Egitto                                                                | 2 – 0                                                                 | Malawi                                                                | Qual. Coppa d'Africa 2023                                             | 1                                                                     | 81’                                                                   |
| 28-3-2023                                                             | Lilongwe                                                              | Malawi                                                                | 0 – 4                                                                 | Egitto                                                                | Qual. Coppa d'Africa 2023                                             | 1                                                                     | 49’ 69’                                                               |
| 14-6-2023                                                             | Marrakech                                                             | Guinea                                                                | 1 – 2                                                                 | Egitto                                                                | Qual. Coppa d'Africa 2023                                             | -                                                                     | 10’                                                                   |
| 8-9-2023                                                              | Il Cairo                                                              | Egitto                                                                | 1 – 0                                                                 | Etiopia                                                               | Qual. Coppa d'Africa 2023                                             | -                                                                     | 67’                                                                   |
| 12-9-2023                                                             | Il Cairo                                                              | Egitto                                                                | 1 – 3                                                                 | Tunisia                                                               | Amichevole                                                            | -                                                                     | 43’ 76’                                                               |
| 12-10-2023                                                            | al-'Ayn                                                               | Egitto                                                                | 1 – 0                                                                 | Zambia                                                                | Amichevole                                                            | -                                                                     | 78’                                                                   |
| 16-10-2023                                                            | al-ʿAyn                                                               | Egitto                                                                | 1 – 1                                                                 | Algeria                                                               | Amichevole                                                            | -                                                                     | 69’                                                                   |
| 16-11-2023                                                            | Il Cairo                                                              | Egitto                                                                | 6 – 0                                                                 | Gibuti                                                                | Qual. Mondiali 2026                                                   | -                                                                     | 81’                                                                   |
| 19-11-2023                                                            | Monrovia                                                              | Sierra Leone                                                          | 0 – 2                                                                 | Egitto                                                                | Qual. Mondiali 2026                                                   | -                                                                     | 79’                                                                   |
| 7-1-2024                                                              | Il Cairo                                                              | Egitto                                                                | 2 – 0                                                                 | Tanzania                                                              | Amichevole                                                            | -                                                                     | 61’                                                                   |
| 14-1-2024                                                             | Abidjan                                                               | Egitto                                                                | 2 – 2                                                                 | Mozambico                                                             | Coppa d'Africa 2023 - 1º turno                                        | -                                                                     | 66’                                                                   |
| 18-1-2024                                                             | Abidjan                                                               | Egitto                                                                | 2 – 2                                                                 | Ghana                                                                 | Coppa d'Africa 2023 - 1º turno                                        | 1                                                                     |                                                                       |
| 22-1-2024                                                             | Abidjan                                                               | Capo Verde                                                            | 2 – 2                                                                 | Egitto                                                                | Coppa d'Africa 2023 - 1º turno                                        | -                                                                     | 63’ 83’                                                               |
| 28-1-2024                                                             | San-Pedro                                                             | Egitto                                                                | 1 – 1 dts (7 – 8 dtr)                                                 | RD del Congo                                                          | Coppa d'Africa 2023 - Ottavi di finale                                | -                                                                     | 83’                                                                   |
| 22-3-2024                                                             | Il Cairo                                                              | Egitto                                                                | 1 – 0                                                                 | Nuova Zelanda                                                         | Amichevole                                                            | -                                                                     | 90+2’                                                                 |
| 26-3-2024                                                             | Il Cairo                                                              | Egitto                                                                | 2 – 4                                                                 | Croazia                                                               | Amichevole                                                            | -                                                                     | 80’                                                                   |
| 6-9-2024                                                              | Il Cairo                                                              | Egitto                                                                | 3 – 0                                                                 | Capo Verde                                                            | Qual. Coppa d'Africa 2025                                             | 1                                                                     |                                                                       |
| 11-10-2024                                                            | Il Cairo                                                              | Egitto                                                                | 2 – 0                                                                 | Mauritania                                                            | Qual. Coppa d'Africa 2025                                             | -                                                                     | 90+2’                                                                 |
| 15-10-2024                                                            | Nouakchott                                                            | Mauritania                                                            | 0 – 1                                                                 | Egitto                                                                | Qual. Coppa d'Africa 2025                                             | -                                                                     | 84’                                                                   |
| 19-11-2024                                                            | Il Cairo                                                              | Egitto                                                                | 1 – 1                                                                 | Botswana                                                              | Qual. Coppa d'Africa 2025                                             | -                                                                     |                                                                       |
| 21-3-2025                                                             | Casablanca                                                            | Etiopia                                                               | 0 – 2                                                                 | Egitto                                                                | Qual. Mondiali 2026                                                   | -                                                                     | 90’                                                                   |
| 25-3-2025                                                             | Il Cairo                                                              | Egitto                                                                | 1 – 0                                                                 | Sierra Leone                                                          | Qual. Mondiali 2026                                                   | -                                                                     | 90+2’                                                                 |
| Totale                                                                |                                                                       | Presenze                                                              | 37                                                                    |                                                                       | Reti                                                                  | 6                                                                     |                                                                       |